# Мироненко, Александр Николаевич
Александр Николаевич Мироненко (укр. Александр Николаевич Мироненко; 14 августа 1942, Покровка, Веселиновский район (ныне - Вознесенский район), Николаевская область, Украинская ССР, СССР — 11 ноября 2014, Киев, Украина) — советский и украинский учёный-правовед, политолог и философ, государственный деятель и судья.

## Биография
Доктор философских наук (1988), профессор (1994) и член-корреспондент Национальной академии правовых наук Украины (1993). Большую часть своей научной карьеры работал в Институте государства и права имени В. М. Корецкого НАН Украины.
Лауреат Государственной премии Украины в области науки и техники (2004) и заслуженный деятель науки и техники Украины (1997).

## Семья
Муж актрисы и народного депутата Верховной рады Украины трёх созывов Валерии Заклунной.